# Wiktor Wekselberg

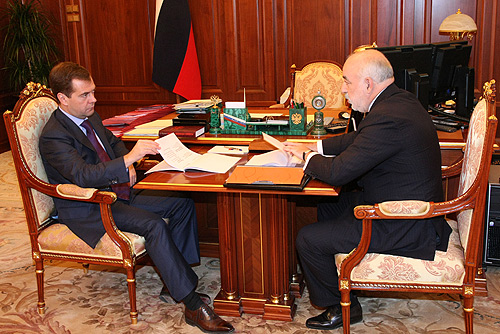
Z prezydentem Miedwiediewem

Wiktor Feliksowicz Wekselberg (również Victor Vekselberg, ros. Ви́ктор Фе́ликсович Вексельбе́рг, ur. 14 kwietnia 1957 w Drohobyczu) – rosyjski biznesmen, prezes zarządu spółki akcyjnej Tiumeńskaja nieftianaja kompanija (TNK-ВР Chołding), prezes przedsiębiorstwa Renowa, będącej potentatem przemysłu aluminiowego i tytanowego.
Od roku 2004 zamieszkały w Zurychu. W 2013 majątek Wekselberga oceniano na 15,1 miliarda dolarów.

## Życiorys
Urodził się w rodzinie ukraińsko-żydowskiej. W roku 1979 ukończył z wyróżnieniem wydział automatyki i techniki obliczeniowej Moskiewskiego Instytutu Inżynierów Transportu Kolejowego.
W październiku 1991 został zastępcą dyrektora generalnego rosyjsko-amerykańskiej spółki Renowa. W październiku 1997 został dyrektorem generalnym Syberyjsko-Uralskiej Spółki Aluminiowej. We wrześniu 1998 został wybrany do Rady Dyrektorów Tiumeńskiej Spółki Naftowej, 28 kwietnia 1998 został prezesem Rady Dyrektorów tego przedsiębiorstwa. 12 lipca 1999 został członkiem Rady Dyrektorów Niżniewartowskiego Przedsiębiorstwa Wydobycia Ropy Naftowej. W marcu 2007 został prezesem rady dyrektorów największej na świecie spółki produkcji aluminium Rossijskij aluminij.
Na Ukrainie Wekselberg zarządza pięcioma spółkami zaopatrzenia w gaz. W roku 2006 odkupił je od rosyjskiego przedsiębiorcy Michaiła Wojewodina. Od marca 2010 Wekselberg sprawuje koordynację rosyjskiej części Centrum Innowacyjnego w Skołkowie. Wiktorowi Wekselbergowi i jego przedstawicielom udało się przejąć kontrolę nad przedsiębiorstwem Sulzer AG.
Wekselberg ma mieć bliskie powiązania z prezydentem Rosji W. Putinem i byłym prezydentem Dmitrijem Miedwiediewem, w efekcie czego został objęty m.in. sankcjami USA, w następstwie których m.in. zabezpieczono jacht i samolot o wartości ocenionej na 180 milionów dolarów. Jest również obłożony sankcjami Ukrainy i Wielkiej Brytanii, a 26 kwietnia 2022 wpisany został także w Polsce na listę osób i podmiotów objętych sankcjami Ministerstwa Spraw Wewnętrznych i Administracji.
Jest żonaty, ma dwoje dzieci – córkę Irinę (ur. 1980) i syna Aleksandra (ur. 1988).